# Parakuhlia macrophthalmus
Parakuhlia macrophthalmus är en fiskart som först beskrevs av Osório, 1893.  Parakuhlia macrophthalmus ingår i släktet Parakuhlia och familjen Haemulidae. Inga underarter finns listade i Catalogue of Life.